# Галиндски език
Галиндски език е слабо изучен, мъртъв език, смятан за част от Балтийските езици, говорен от племето Галинди. Няма намерени текстове на Галиндски език.

## История
Птолемей за пръв път споменава племето Галинди в своите записки за „Европейските племена“, като ги локализира на юг от Балтийско море. Средновековни немски автори споменават за племето в териториите на Южна Прусия. В Прусия, езикът се е говорил приблизително до 14 век.